# Intercity direct

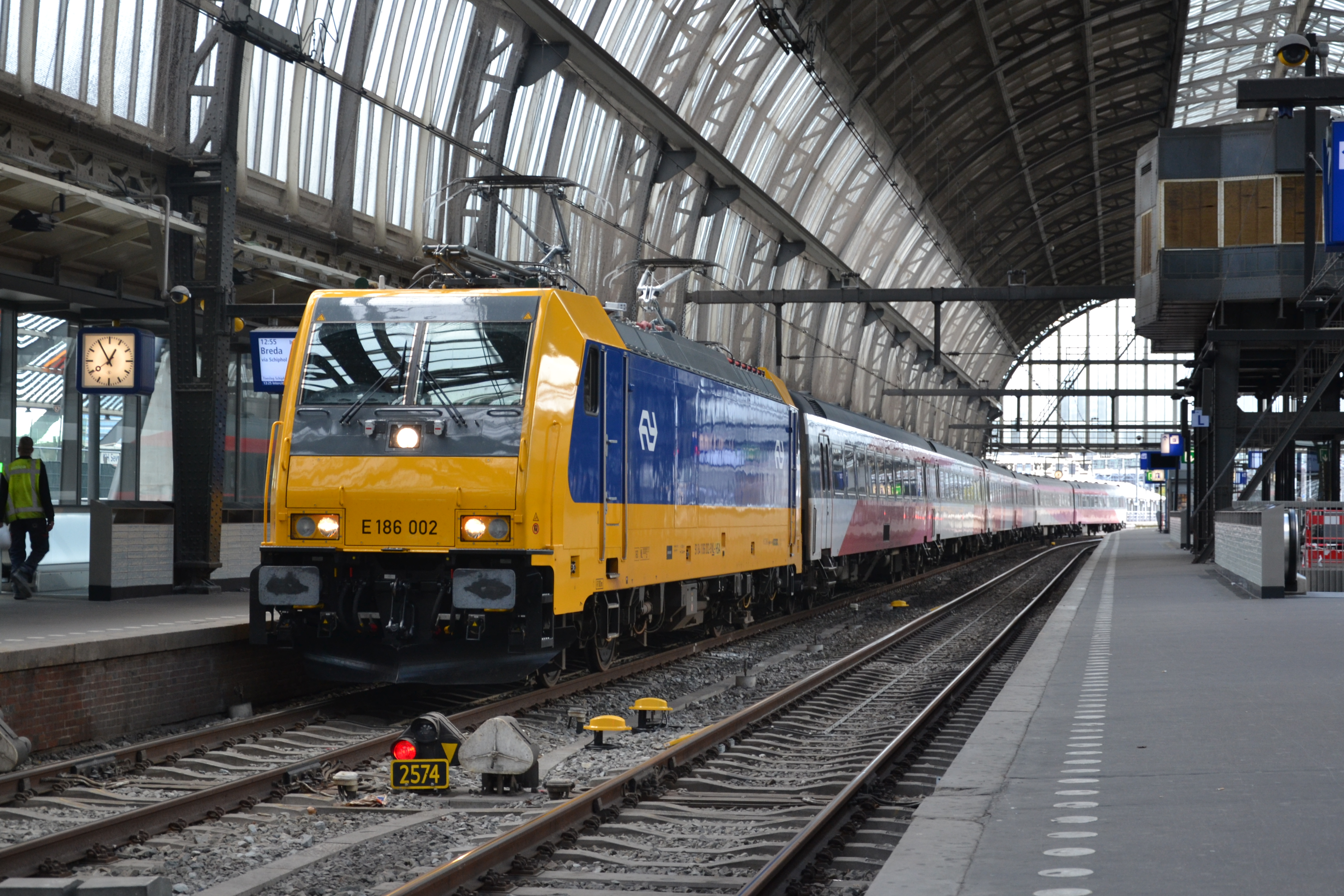
TRAXX-locomotief en intercityrijtuigen te Amsterdam Centraal.

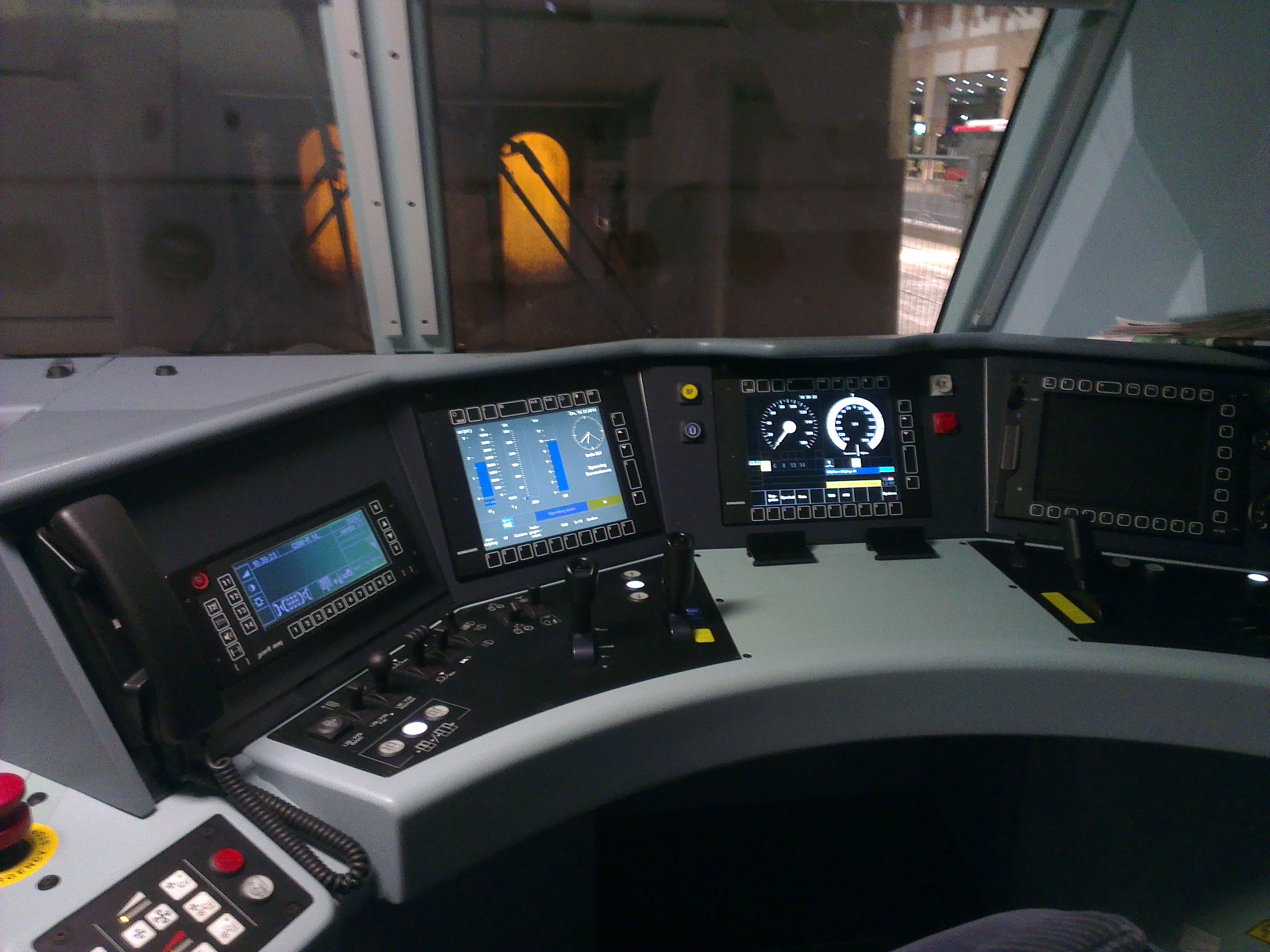
Cabine van Traxx-locomotief.

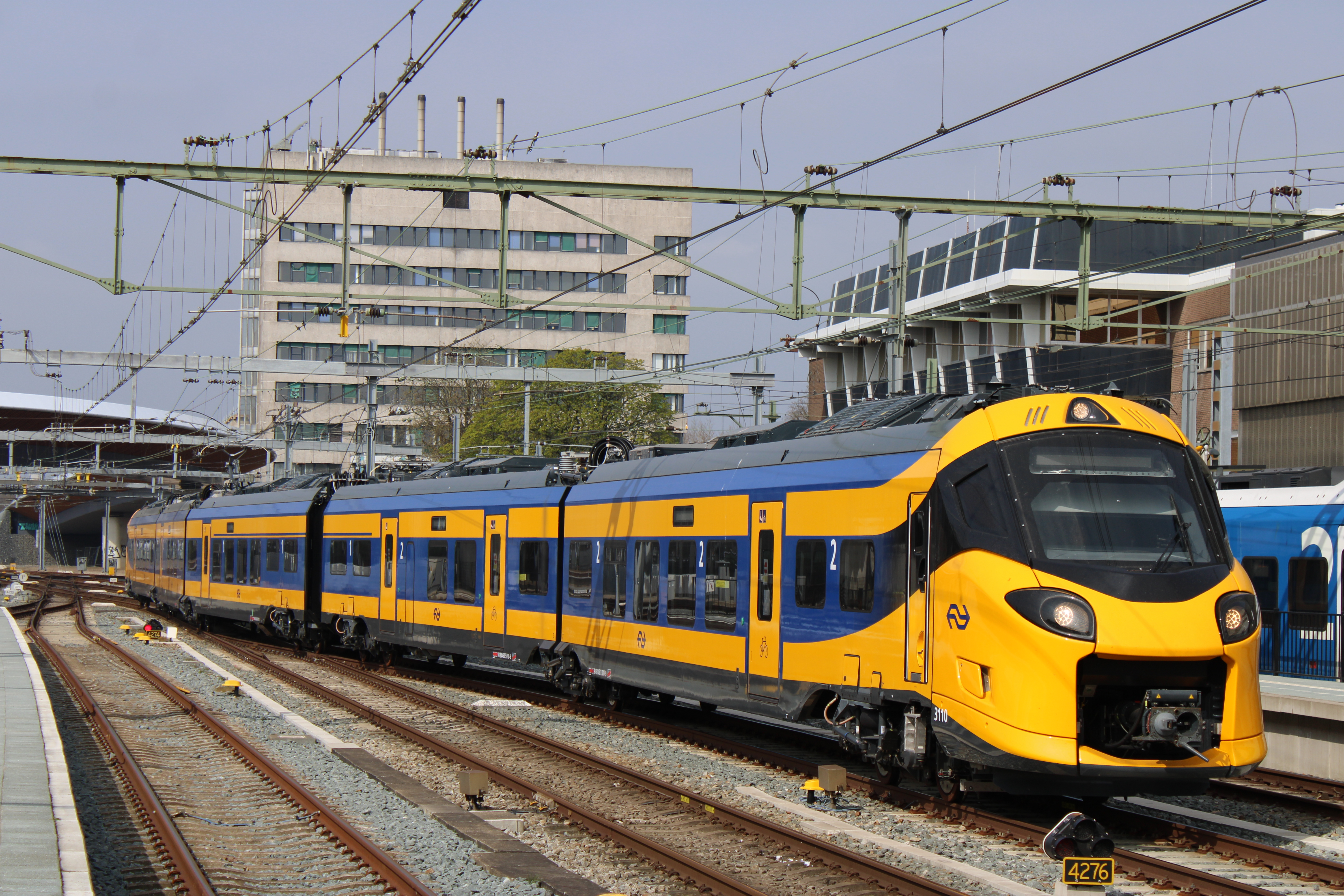
ICNG-treinstel.

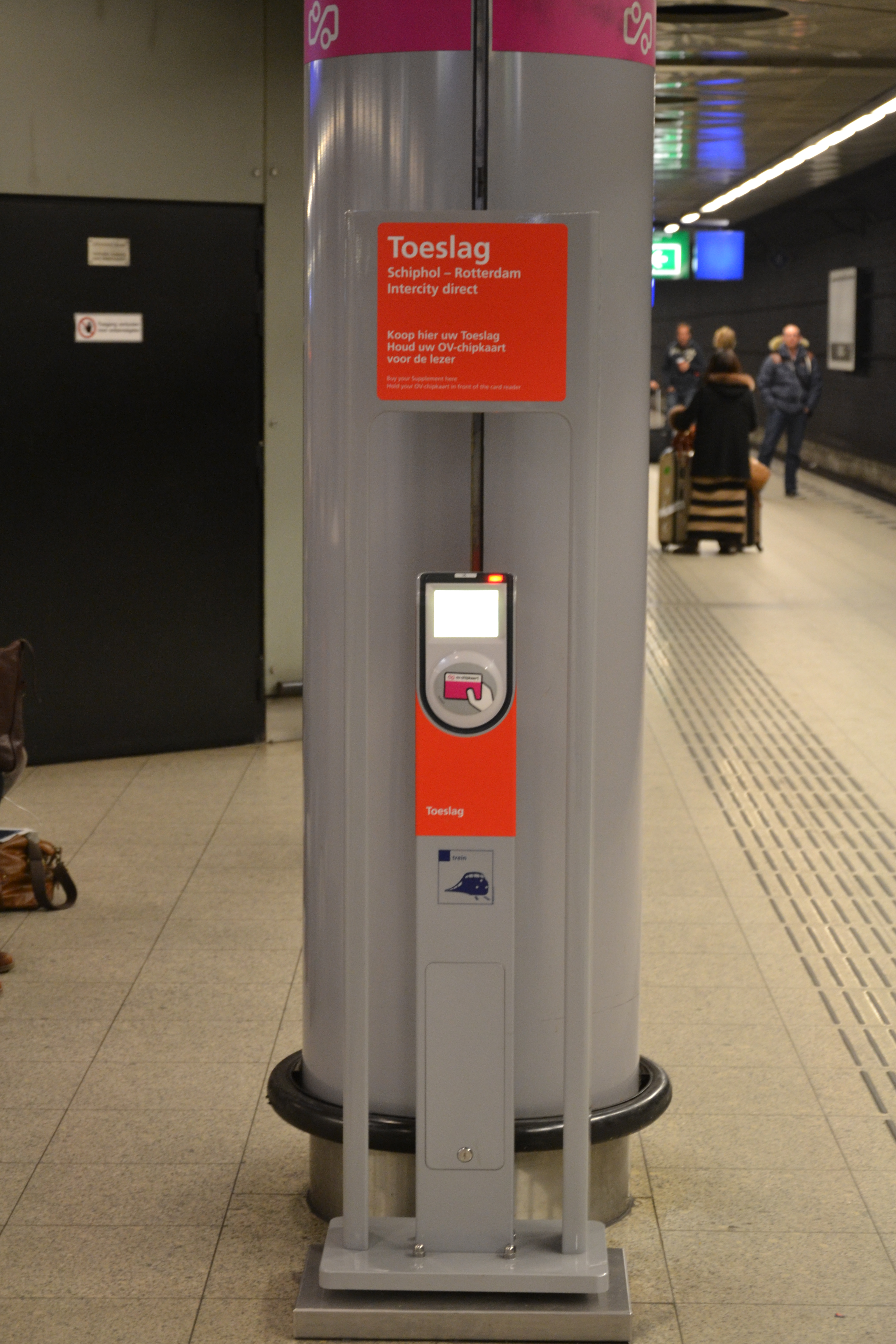
Een toeslagzuil voor de Intercity direct.

 Intercity direct is (sinds december 2024) de treindienst Amersfoort Schothorst – Breda en Lelystad Centrum – Rotterdam Centraal via Amsterdam Zuid – Schiphol Airport – Rotterdam Centraal (via de HSL-Zuid). De maximumsnelheid is 200 km/u sinds de komst van de nieuwe treinstellen ICNG (in 2024).
De treindienst valt sinds 1 januari 2015 onder de concessie voor het hoofdrailnet 2015-2025, verleend aan de Nederlandse Spoorwegen (NS), daarvoor onder de Vervoerconcessie voor het hogesnelheidsnet verleend aan High Speed Alliance. Binnen NS is NS Reizigers verantwoordelijk voor de binnenlandse treindiensten, voor de treindienst naar Brussel-Zuid Midi is NS International verantwoordelijk.

## Treinseries
De Intercity direct kent met ingang van de treindienstregeling 2025 twee binnenlandse treinseries: de serie tussen Amersfoort Schothorst en Breda en de serie tussen Lelystad Centrum en Rotterdam Centraal. Eerder waren het de serie tussen Amsterdam Centraal en Breda die twee (later een) keer per uur reed, de serie tussen Amsterdam Centraal en Rotterdam Centraal die twee keer per uur reed en de Beneluxtreindienst tussen Amsterdam Centraal en Brussel-Zuid via Rotterdam en Breda. Al deze treinen gebruiken de hogesnelheidslijn Schiphol - Antwerpen (treinserie 9500 helemaal, de anderen gedeeltelijk).
Tussen Schiphol en Rotterdam is een toeslag verschuldigd van reizigers die niet in het bezit zijn van een internationaal biljet; in België is een andere toeslag (Diabolotoeslag) verschuldigd van reizigers die op- of afstappen in Brussels Airport-Zaventem.
| Serie | Treinsoort            | Route | Bijzonderheden |
| ----- | --------------------- | --- | --- |
| 1800  | Intercity direct (NS) | Breda – Rotterdam Centraal – Schiphol Airport – Amsterdam Zuid – Duivendrecht – Hilversum – Amersfoort Centraal – Amersfoort Schothorst | Via HSL. Rijdt na circa 20:00, op zaterdagochtend tot 9:00 en op zondagochtend tot 9:30 niet tussen Breda en Rotterdam Centraal. |
| 2400  | Intercity direct (NS) | Lelystad Centrum – Almere Buiten – Almere Centrum – Duivendrecht – Amsterdam Zuid – Schiphol Airport – Rotterdam Centraal               | Via HSL. Wordt na 20:00 uur en op zondag vervangen door Intercity direct 12400 die enkel tussen Amsterdam Zuid en Rotterdam Centraal rijdt. Vormt een halfuursdienst met Eurocity direct 9500. Rijdt tot 8:00 richting Lelystad twee maal per uur ter vervanging van de Eurocity direct 9500. |
| 12400 | Intercity direct (NS) | Amsterdam Zuid – Schiphol Airport – Rotterdam Centraal                                                                                  | Via HSL. Rijdt na 20:00 en op zondag. Rijdt vanaf 22:00 richting Rotterdam twee keer per uur ter vervanging van de Eurocity direct 9500. |

## Toeslag

### Toeslag Intercity direct
Tussen Schiphol en Rotterdam v.v. is een toeslag verschuldigd van € 3,00 (vol tarief) per enkele reis ongeacht de klasse.
De toeslag kan op een aantal manieren betaald worden:
- Door de OV-chipkaart tegen een toeslagzuil te houden.[2] In geval ten onrechte de toeslag is betaald werd een tegoedbon verstrekt.
- Via de website van de NS is een losse toeslag te kopen.[3]
- De toeslag kan als product in een kaartautomaat op de OV-Chipkaart gezet worden
- In de trein kost de toeslag € 10.

De toeslag is niet verschuldigd op het conventionele net, dus op de verbinding tussen Schiphol en Rotterdam via Leiden en Den Haag HS.
Was er een stremming elders, waarbij de Intercity direct een logische omleidingsroute bood (bijvoorbeeld bij verstoringen tussen Gouda en Woerden - de omreisroute Utrecht – Rotterdam is dan via Schiphol), dan werd de Intercity direct toeslagvrij. Tegenwoordig moet in dat geval de toeslag evengoed worden betaald.
In de praktijk wordt de trein opgeheven en mogen de reizigers met de overige Intercitytreinen verder reizen.
Reizigers met een internationaal vervoerbewijs hoeven op dit traject geen toeslag te betalen.

### Diabolotoeslag
Reizigers die op station Brussels Airport-Zaventem in- of uitstappen zijn een zogeheten Diabolotoeslag verschuldigd. Dit geldt voor alle reizigers (ook voor andere treinsoorten dan Intercity direct) en niet voor reizigers die overstappen of doorreizen via dit station.

## Geschiedenis
Intercity direct is ontstaan als Fyra, wat ook de naam was van de hogesnelheidstrein Amsterdam – Brussel via de HSL-Zuid. De dienst naar België werd vanaf december 2012 met treinstellen van het type V250 gereden. De problemen waarmee deze treinstellen kampten waren reden om deze dienst in januari 2013 op te heffen.
De parlementaire enquêtecommissie Fyra deed onderzoek naar het debacle met de Fyra-treinen en concludeerde in 2016 dat "het beloofde vervoer over de HSL-Zuid er niet is gekomen omdat andere belangen steeds voorrang kregen boven het reizigersbelang. Zo vond de Staat de financiële opbrengsten belangrijk. NS wilde vooral de eigen (monopolie)positie op het Nederlandse spoor houden. Daarmee heeft de reiziger niet gekregen wat hem was beloofd, namelijk snel, rechtstreeks vervoer naar Brussel tegen een redelijke prijs. En de HSL-Zuid, die veel belastinggeld heeft gekost, wordt niet gebruikt zoals bedoeld."
Met de binnenlandse Fyra, die niet met de V250-treinstellen werd uitgevoerd, waren geen problemen, maar omdat de naam een slechte klank had gekregen werd de naam van de binnenlandse Fyra op 15 december 2013 veranderd in Intercity direct. De verklaring van deze nieuwe naam is te vinden in de directere treinverbinding tussen Schiphol en Rotterdam via de hogesnelheidslijn, daar waar vroeger omgereden werd langs klassieke lijn via Den Haag. Sinds 9 april 2018 is de Beneluxtrein eveneens een Intercity direct-trein, bleek uit de NS Reisplanner. De treindienst wordt hieronder gerekend, omdat er tussen Schiphol en Rotterdam een toeslag voor binnenlandse reizen in rekening wordt gebracht. Wel valt de Beneluxtrein nog onder NS International. In de reisplanner en op schermen op de stations, kan deze trein aangeduid worden als Intercity direct International.
In 2021 reden er vier Intercity direct's per dag tussen Den Haag Centraal en Brussel als treinserie 9600, op deze momenten reed de treinserie 9200 (Amsterdam – Brussel) niet. In de dienstregeling 2022 zijn deze verbindingen naar Den Haag opgeheven, om de "tienminutentrein" Nijmegen – Schiphol – Den Haag – Rotterdam mogelijk te maken.
| Serie      | Treinsoort                          | Route | Bijzonderheden                     |
| ---------- | ----------------------------------- | --- | ---------------------------------- |
| 9600 IC 35 | Intercity direct (NS International) | Den Haag HS – Rotterdam Centraal – Breda – Noorderkempen – Antwerpen-Centraal – Antwerpen-Berchem – Mechelen – Brussel-Nationaal-Luchthaven – Brussel-Noord – Brussel-Centraal – Brussel-Zuid/Midi | Opgeheven per dienstregeling 2022. |

### Veranderingen vanaf december 2024
Vanaf de NS-Dienstregeling 2025 is de Beneluxtrein opgedeeld in twee treinseries en vallen zij niet meer onder de  Intercity direct. Het stoppatroon van de  Intercity direct tussen Rotterdam Centraal en Brussel-Zuid is overgenomen door de EuroCity Brussel - Rotterdam. Daarnaast is er een snellere verbinding gekomen, de Eurocity Direct, tussen Brussel-Zuid en Amsterdam Zuid (in plaats van Amsterdam Centraal), die deels doorrijdt naar Almere Centrum, Almere Buiten en Lelystad Centrum en, na een overgangsfase, volledig gereden wordt door de ICNG.
Ook de andere Intercity directs stoppen voortaan in Amsterdam Zuid in plaats van Amsterdam Centraal.

## Materieel
Zowel de binnenlandse dienst Amsterdam – Schiphol – Rotterdam – Breda als de internationale dienst werden vanaf 2009 uitgevoerd met Traxx-locomotieven en intercityrijtuigen.
Dit materieel wordt vanaf 2023 geleidelijk vervangen door de Intercity Nieuwe Generatie (ICNG).

## Betrouwbaarheid
In 2014 kwam het regelmatig voor dat treinen uitvielen als gevolg van problemen met de locomotieven of de beveiliging op de hogesnelheidslijn. Ook werkzaamheden bij het station Schiphol maken de treindienst erg kwetsbaar. Zo vielen er gemiddeld vijf keer per dag treinen uit. De trein was hierdoor bij reizigers bekend onder de bijnaam. "IC defect". Voor dit falen kreeg de NS 1,25 miljoen euro boete. De oorzaak van de problemen zat niet alleen in het baanvak, maar ook in de software van de TRAXX-locomotieven. Op 26 maart 2019 maakte NS bekend een update uitgevoerd te hebben die de storingen zou moeten oplossen.

## Personeel
Intercity direct kent verschillende soorten personeel aan boord van de trein. Zo wordt de trein bestuurd door een machinist met HSL-bevoegdheid. Op het gebied van controle en veiligheid aan boord van het reizigersgedeelte, rijden er op binnenlandse Intercity direct-treinen één of meerdere conducteurs met HSL-bevoegdheid mee. Op de internationale Intercity direct-trein naar Brussel rijden Trainmanagers van NS International en treinbegeleiders van NMBS mee. Ook de machinist kan in dat geval zowel Nederlands als Belgisch zijn. Zowel het NS International-personeel als de medewerkers van NMBS zijn bevoegd om zowel in Nederland als België te opereren.